# Pitta angolensis
La pitta africana (Pitta angolensis Vieillot, 1816) è un uccello passeriforme della famiglia dei Pittidi.

## Descrizione

### Dimensioni
Misura una ventina di centimetri di lunghezza, coda compresa.

### Aspetto
Questi uccelli hanno un aspetto paffuto e massiccio, con ali e coda corte, forti zampe e testa e becco allungati.

Fronte, calotta e nuca sono nere, così come nera è la banda facciale che fai lati del becco raggiunge anch'essa la base della nuca, mentre il sopracciglio è bruno-giallastro, e dello stesso colore sono il petto e i fianchi: la gola è biancastra, dorso e ali sono verde erba (queste ultime con remiganti e copritrici dagli orli bianchi e con sfumature azzurre), il codione è azzurro, la coda è nera, sottocoda e ventre sono di colore rosso-arancio. Il becco è nerastro, gli occhi sono bruni, le zampe sono di colore carnicino: il dimorfismo sessuale è appena accennato, con la femmina dai colori leggermente più spenti rispetto al maschio.

## Biologia

### Comportamento
Si tratta di uccelli diurni e solitari, che pur essendo molto timidi si rivelano estremamente territoriali nei confronti dei conspecifici: essi passano la maggior parte della giornata muovendosi con circospezione nel folto del sottobosco alla ricerca di cibo, spesso passando lunghi periodi immobili, difficili da avvistare nonostante la colorazione piuttosto appariscente.

### Alimentazione
La dieta di questi uccelli è composta in massima parte da lombrichi e chiocciole: quando possibile, essa viene inoltre integrata con insetti e altri piccoli invertebrati, mentre è raro che le pitte africane si nutrano di bacche e piccoli frutti.

### Riproduzione
Il periodo riproduttivo coincide con la fine della migrazione, cominciando verso la metà di novembre e proseguendo fino a marzo-aprile. Si tratta di uccelli monogami, le cui coppie si formano in seguito a un serrato corteggiamento da parte del maschio, che saltella fra i rami emettendo un caratteristico verso e spiegando le ali (mettendo in mostra il bianco della superficie interna delle stesse) per attrarre la femmina: le coppie mostrano territorialità ancora più marcata verso i conspecifici, ma in un raggio più ristretto (fino a circa 150 m dal nido) rispetto ai territori normalmente occupati dai singoli esemplari.
Il nido viene costruito da ambedue i genitori intrecciando rametti, fili d'erba ed altro materiale vegetale: esso è solitamente posizionato alla biforcazione di un ramo fra gli arbusti (fra le specie preferite vi sono Acacia ataxacantha, Ziziphus sp., Ximenia sp. e Dichrostachys cinerea), fra i 2 e i 4 m dal suolo, ed ha forma globosa con camera di cova interna ed una piccola "pista d'atterraggio" all'entrata. Al suo interno la femmina depone 3-4 uova biancastre con variegature bruno-nerastre, che essa provvede a covare alternandosi col maschio per circa 17 giorni: i pulli, ciechi ed implumi alla nascita, vengono nutriti e accuditi da entrambi i genitori fino al raggiungimento dell'indipendenza, quando si disperdono prima di migrare assieme agli adulti.

## Distribuzione e habitat
La pitta africana è diffusa in un areale piuttosto ampio, che comprende la fascia costiera occidentale dell'Africa dalla Sierra Leone all'Angola settentrionale e la fascia costiera orientale dal Kenya settentrionale al Mozambico centro-settentrionale. Il suo habitat è rappresentato dalle aree di foresta secondaria o comunque non eccessivamente alberata, con presenza di radure più o meno estese e denso sottobosco, mentre questi uccelli mancano dalla foresta pluviale vera e propria, dove vengono sostituiti dall'affine pitta pettoverde.
Le popolazioni occidentali sono generalmente staziali o effettuano migrazioni di scarsa portata, mentre le popolazioni orientali sono solite effettuare una migrazione stagionale piuttosto consistente che le porta con l'avvicinarsi dell'inverno australe a spostarsi verso l'interno (Uganda occidentale, bacino del fiume Congo), verso nord (Kenya settentrionale, fino alle rovine di Gede) o verso sud (fiume Rufiji in Tanzania meridionale, Mozambico centro-settentrionale, ma esemplari sbandati sono stati rinvenuti anche nel Transvaal nord-orientale ed in Zimbabwe) a seconda della popolazione. La migrazione comincia verso ottobre e può durare fino a dicembre, mentre lo spostamento in senso contrario comincia in febbraio e può protrarsi fino agli inizi di aprile.

## Tassonomia
Se ne riconoscono tre sottospecie:

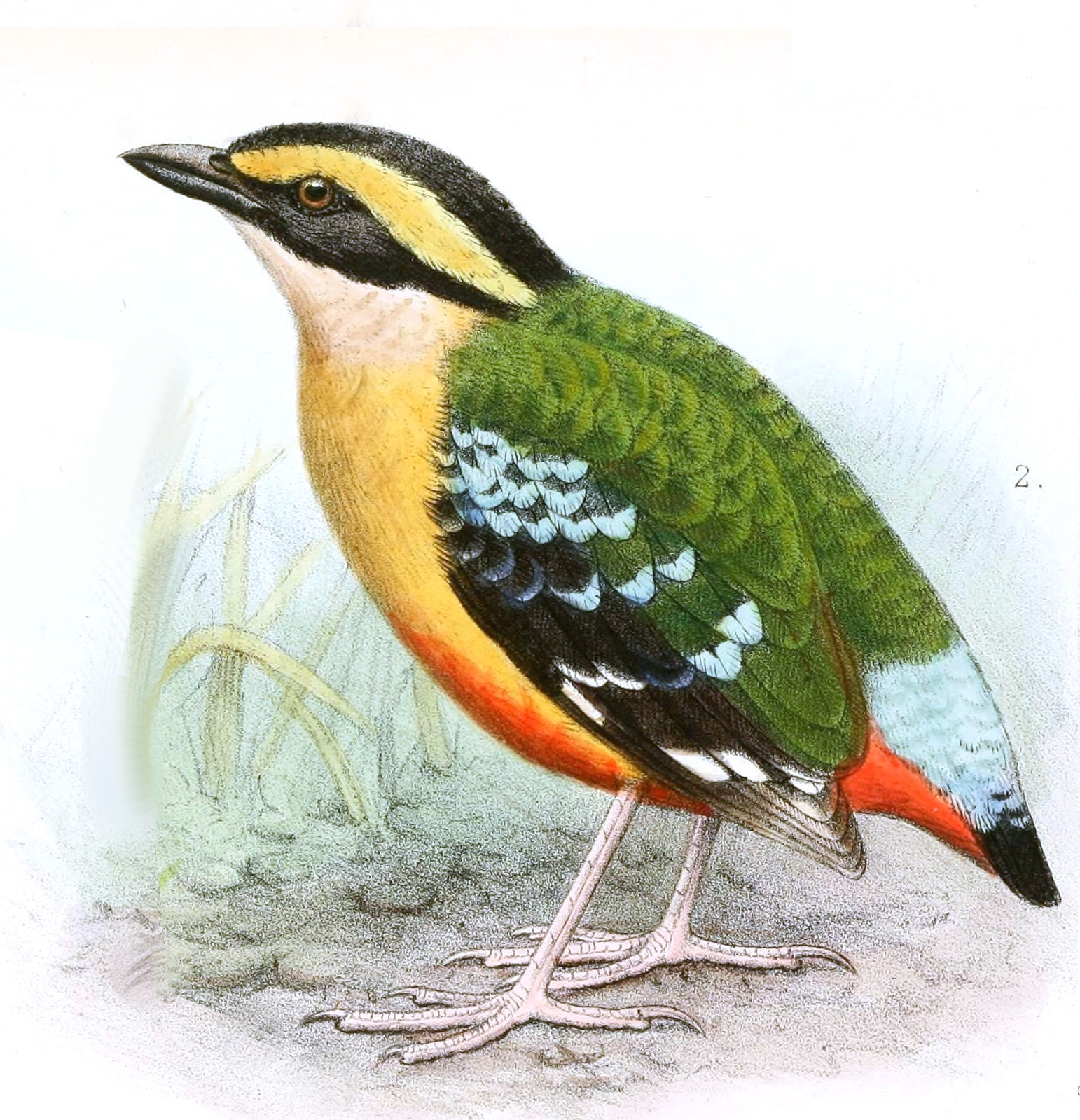
ssp. longipennis.

- Pitta angolensis angolensis, la sottospecie nominale, diffusa dal Camerun sud-orientale all'Angola nord-occidentale;
- Pitta angolensis longipennis Reichenow, 1901, diffusa dal Congo centro-orientale al Mozambico;
- Pitta angolensis pulih Fraser, 1843, diffusa in Guinea dalla Sierra Leone al Camerun;

Le tre sottospecie si differenziano fra loro in base a piccoli dettagli del piumaggio e alle rotte migratorie.

La pitta africana forma probabilmente una superspecie con l'altra specie di pitta africana, la pitta pettoverde, con alcuni autori che vorrebbero anzi accorpare le due specie in base all'osservazione di alcuni esemplari di pitta dalle caratteristiche intermedie fra esse nelle regioni interne del Camerun meridionale.